# Franciszek Matejko
Franciszek Ksawery Edward Matejko (ur. 10 października 1828 w Krakowie, zm. 18 marca 1873 w Wiedniu) – polski bibliotekarz i historyk slawista, pracownik Biblioteki Jagiellońskiej i wykładowca Uniwersytetu Jagiellońskiego, starszy brat Edmunda i Jana.
Był absolwentem Liceum św. Anny, studiował na Uniwersytecie Jagiellońskim i Uniwersytecie Karola w Pradze, w kręgu jego zainteresowań leżało prawo, historia, filologia klasyczna i filologia słowiańska. Działał w Towarzystwie Naukowym Krakowskim i Akademii Umiejętności, wykładał na Uniwersytecie Jagiellońskim, jednak nie udało mu się uzyskać stanowiska profesora. Niepowodzenie to wpłynęło na rozwój choroby psychicznej, na którą cierpiał. Hospitalizowany był z przerwami w wiedeńskim szpitalu, gdzie zmarł. Franciszek odegrał dużą rolę w rozwoju historycznych i artystycznych zainteresowań Jana Matejki w czasach jego dzieciństwa i wczesnej twórczości.

## Życiorys

### Pochodzenie i wykształcenie
Urodził się 10 października 1828 roku w Krakowie jako najstarszy z jedenaściorga dzieci Franciszka Ksawerego Matejki (1793–1860), czeskiego imigranta z okolic Hradca Králové i jego żony Joanny Karoliny z domu Rosberg (1802–1845), córki niemieckiego siodlarza, osiadłego w Krakowie.
W latach 1840–1845 uczęszczał do Liceum św. Anny. Po zdaniu matury rozpoczął studia (1845) na Wydziale Filozoficznym Uniwersytetu Jagiellońskiego. Kształcił się tam w zakresie historii m.in. pod okiem Michała Wiszniewskiego. Najprawdopodobniej nie wziął udziału w powstaniu krakowskim (1846). W latach 1847–1851 studiował na Wydziale Prawa. W 1850 roku wyjechał do Pragi, gdzie przebywał krótko. Pobyt poświęcił studiom filologii klasycznej i filologii słowiańskiej na tamtejszym uniwersytecie. Opublikował wówczas tłumaczenie dwóch pieśni epickich, które znalazły się w zbiorze Srbske narodne pjesma sa perevodom českijem a časti polskijem, wydanym przez A. Popowicza. W 1852 roku powrócił do Krakowa, przez następne dwa lata kontynuował studia na Wydziale Filozoficznym w zakresie bibliografii i filologii klasycznej. Tytuł doktora praw uzyskał 7 stycznia 1865 roku na podstawie rozprawy Rzecz o pojęciu prawa w starożytności klasycznej, której tezy opublikował pięć lat wcześniej pod tytułem Sätze aus den Rechts- und Staatsewissenschaften.

### Praca w Bibliotece Jagiellońskiej
W 1860 roku Franciszek Matejko został zatrudniony w Bibliotece Jagiellońskiej jako prowizoryczny pomocnik, z czasem zaś jako kustosz (1868 lub 1869), którym pozostał do 1873 roku. Do jego obowiązków należała opieka nad czytelnią dla studentów oraz prace katalogowe przy rękopisach i rozprawach naukowych. W 1864 roku, z racji jubileuszu fundacji uczelni, opublikował pracę Dzieje Biblioteki Uniwersyteckiej w Krakowie, zawartą w zbiorze Zakłady uniwersyteckie w Krakowie.

### Działalność naukowa
Franciszek Matejko miał szerokie zainteresowania historyczne, choć stopniowo nastąpiła zmiana tematyki, którą się zajmował – kosztem dziejów Polski i prawa rosnącą uwagę poświęcał historii języków i piśmiennictwa narodów słowiańskich, Serbów, Czechów, Chorwatów oraz Bułgarów. Napisał kilkanaście rozpraw i studiów, najczęściej publikowanych w czasopismach wydawanych w Warszawie lub Krakowie, m.in. O początku i rozkwicie literatury starosłowiańskiej w Bułgarii („Biblioteka Warszawska”, tom 4), Jerzy Juliusz Klowio miniaturzysta chorwacki (1498–1578) („Tygodnik Ilustrowany”, 1865), O prawach i sądach czeskich, z uwzględnieniem polskich w epoce żupańskiej („Biblioteka Warszawska”, t. 2), Słowo o narodowej epopei serbskiej („Przegląd Polski”, 1867/68), O nowym zwrocie w porównawczych badaniach językowych słowiańskich („Przegląd Polski”, 1867/68), Przegląd rzeczy słowiańskich („Przegląd Polski”, 1867/70), Wiadomości o dwóch rękopismach kroniki czeskiej Przibika Pulkawy z Radenina („Biblioteka Warszawska”, 1870, tom 1).
Ponadto tłumaczył (między 1858 a 1866) fragmenty prac historyków czeskich takich jak F. Palacký czy B. Dudík, wydał także Narodowe pieśni serbskie („Biblioteka Warszawska”, 1857, t. I–II).
Od 1868 roku należał do Oddziału Nauk Moralnych Towarzystwa Naukowego Krakowskiego. Działając w tej instytucji wygłaszał odczyty, był także jednym z inicjatorów powołania w jej ramach Komisji Bibliograficznej (1869) oraz Historycznej (1870). W latach 1871–1872 zasiadał w komitecie czuwającym nad przekształcaniem TNK w Akademię Umiejętności, odgrywając czynną rolę w jej organizowaniu np. przy opracowywaniu statutu. 23 grudnia 1872 roku został  członkiem nadzwyczajnym AU.
Na podstawie rękopiśmiennej rozprawy Rzecz o systemie bibliograficznym uzyskał 18 stycznia 1868 roku uzyskał habilitację na Wydziale Filozoficznym UJ. Wiedeńskie Ministerstwo Oświaty (14 maja tego roku) zatwierdziło go jako docenta prywatnego w zakresie nauk pomocniczych historii – bibliografii, dyplomatyki, heraldyki i numizmatyki. Prowadził wykłady (1870/71 i 1871/72) dotyczące „nauki dającej poznać źródła historyczne”.
W 1870 roku podjął starania (podaniem z 17 stycznia) o uzyskanie stanowiska profesora nadzwyczajnego UJ. Jednak jego dorobek nie został w pełni pozytywnie oceniony przez Józefa Szujskiego, powołanego na recenzenta przez Wydział Filozoficzny. Wpływ na to miał również fakt, że żadna z opublikowanych prac Franciszka Matejki nie dotyczyła nauk pomocniczych historii (tylko problematyki słowianoznawstwa), a te na które się powoływał w swoich zabiegach o profesurę, pozostawały w rękopisach. Decyzja Ministerstwa Oświaty (4 października 1870), które sprzeciwiło się utworzeniu osobnej katedry bibliografii, definitywnie przekreśliło nadzieje Matejki. W tym samym roku, również bezskutecznie, zabiegał o uzyskanie katedry literaturoznawstwa w Pradze.
Według Henryka Słoczyńskiego, Franciszek Matejko przejawiał wielkie ambicje, do których jednak nie dorastały uzdolnienia.

### Choroba i śmierć
Nie był osobą o mocnym zdrowiu, a intensywną pracą wyczerpywał swoje siły. Pod koniec 1870 roku zapadł na chorobę oczu, zaś niedługo później (początek 1871) zaczął zdradzać objawy choroby psychicznej, do której przyczynił się wstrząs, jaki wywołało u niego fiasko zabiegów o profesurę. Zaburzenie nie od razu uniemożliwiły mu pracę i działalność. Był leczony w Krakowie oraz w zakładzie w Steinhof pod Wiedniem, jednak kuracje nie przyniosły wyzdrowienia. Matejko zmarł 18 marca 1873 roku w wiedeńskim szpitalu. Zgodnie z jego ostatnią wolą, bracia przewieźli jego ciało do Krakowa, gdzie spoczęło na cmentarzu Rakowickim.

### Życie prywatne
Franciszek Matejko odegrał istotną rolę w życiu Jana, swojego młodszego brata, przede wszystkim w okresie jego dzieciństwa. Wedle przekazu Mariana Gorzkowskiego, wespół z bratem Edmundem, uczył go czytać i pisać, jak również zabrał ze Szkoły św. Barbary, gdzie ten zupełnie sobie nie radził. Zachęcał Jana do rozbudzania zainteresowań historią poprzez czytanie książek o tej tematyce (na przykład polecał mu Wieczory pod lipą Lucjana Siemieńskiego), jak również wspierał rozwój jego pasji artystycznych – przynosił z Biblioteki Jagiellońskiej do kopiowania ilustrowane wydawnictwa i drzeworyty, które były reprodukcjami dzieł znanych malarzy, m.in. Tycjana i Delaroche’a. W 1851 roku, razem z przyjacielem Szymonem Darowskim, przekonał ojca, by – w obliczu nieuzyskania przez młodszego brata promocji do następnej klasy w Liceum św. Anny – wyraził zgodę na posłanie Jana do Szkoły Sztuk Pięknych, gdzie mógłby rozwijać swój talent artystyczny.
W ciągu następnych lat dalej wywierał znaczny wpływ na rozwój twórczości brata, udzielając wskazówek historycznych i udostępniając różnego rodzaju materiały źródłowe oraz muzealia do wykorzystania przy kolejnych obrazach, ale także wspierając go finansowo, zarówno w trakcie nauki, jak i na progu samodzielnej kariery artystycznej na początku lat 60. W 1861 roku Jan wykonał portret brata (szkic rysunkowy), który później wykorzystał w obrazie Polonia. Trzy lata później, w trakcie powstania styczniowego, znajomość Franciszka z pułkownikiem Maurycym Fialką, ówczesnym komendantem załogi austriackiej w Krakowie, zapewniła Janowi łagodne potraktowanie, gdy został wskazany przez donosiciela jako kolektor podatku narodowego na rzecz władz powstańczych.
Najstarszy z braci dobrze znał się z rodziną Giebułtowskich, jednak nie pochwalał małżeństwa Jana z Teodorą Giebułtowską, występując przeciw temu związkowi najmocniej spośród Matejków. Mimo to był obecny, jak reszta rodziny artysty, na jego ślubie. W listopadzie 1871 roku, kiedy Jan wykupywał od rodzeństwa dom przy Floriańskiej, Franciszek, zarządzający kamienicą od śmierci ich ojca, również się temu sprzeciwiał.
Sam nigdy się nie ożenił, choć wedle Gorzkowskiego, zabiegał o rękę córki Spirydiona Podlowskiego z Chmielowa. Pierwsze objawy jego choroby psychicznej były początkowo brane przez bliskich za dziwactwa starego kawalera. Jednak z czasem urojenia się nasilały: Franciszek głosił, że jest Mesjaszem, w jego osobie wypełni się zapowiedź postaci o imieniu „czterdzieści i cztery” z Dziadów Adama Mickiewicza i że świat pozna jeszcze jego wielkość i talent. Do domu miał przynieść głaz, twierdząc, że jest to korona Chrobrego, a okazując zazdrość o sławę brata, sam zaczął malować obrazy, nie były jednak zbyt udane. Zamierzał udać się do Wiednia, by na audiencji u cesarza zaproponować mu koronę Chrobrego w zamian za koronę Niemiec. Utracił kontakt z najbliższymi, do szpitala w Steinhof odwiózł go jedyny spośród kolegów, którego rozpoznawał.
Leczenie przynosiło tylko krótkotrwałą poprawę, poznawał bliskich lub nie, czasem okazywał świadomość własnej choroby, zaś chwilami głosił, że został uwięziony na skutek intryg swoich nieprzyjaciół i jezuitów. Latem 1871 roku w szpitalu odwiedzili go Jan i Edmund.
Wedle Gorzkowskiego artysta sześć lat później namalował pośmiertny portret brata.